# Louis-Dominique Girard (ingénieur)
Pour les articles homonymes, voir Girard (patronyme) et Louis-Dominique Girard (homonymie).
Louis-Dominique Girard, né le 3 mai 1815 à Pertuis (Vaucluse) et mort le 22 mai 1871 à Rueil-Malmaison, est un ingénieur hydraulicien français.
Dans un temps où la machine à vapeur à piston triomphe, il développe le principe des turbines à eau de haute ou basse chute, antérieurement à Pelton ou Kaplan.

## Biographie
Sa vie est très mal connue. Son acte de naissance nous apprend qu'il est le fils de Thomas-Étienne Girard, teinturier alors âgé de 33 ans, et de Thérèse Suzanne Bernard. On sait qu'il s’est formé sans maître, en autodidacte. Sa notoriété le fait accepter comme membre de la Société des Ingénieurs Civils, sans doute pour être aidé par Charles Callon (1813-1878) qui lui manifeste toujours une affectueuse amitié et contribue au succès de ses turbines.
Dans un brevet déposé en 1857, Girard expose sa philosophie. Il souhaite opérer la division du travail et régénérer le moral de l'ouvrier en distribuant la force motrice à domicile. Pour cela, il imagine distribuer de l'eau sous une pression de 5 à 6 atmosphères. Une réalisation de ce type voit le jour à Genève. Ce sont ces idées qui l'amènent à étudier les turbines pour basses ou hautes chutes.
Ses turbines de haute chute gardent le système d'aubage de Fontaine, mais avec une admission très partielle permettant d'atteindre des vitesses élevées, de l'ordre de 2 500 tr/min. Il parvient ainsi à une puissance de 2 chevaux avec un rotor de 30 cm.
Ses turbines de basse chute, qu'il nomme hélices dans un brevet déposé en 1853, sont des dispositifs à axe horizontal, qui les rend capables de travailler de manière satisfaisante quelle que soit la variation du niveau d'eau. Vers 1865, il installe une turbine de ce type chez le chocolatier Menier à Noisiel (Seine-et-Marne). Il installe ensuite d'autres machines à Agen (Lot-et-Garonne), Saint-Maur (Val-de-Marne) et Oran en Algérie, sur le même principe que celle de Villers-lès-Rigault (1868).
En 1854, il a l'idée de construire un chemin de fer glissant sur coussin d'eau, propulsé par l'énergie hydraulique. Ce train utilise le même principe que l'aérotrain de Bertin ou que le chemin de fer à lévitation magnétique Maglev, à savoir la suppression du contact entre le véhicule et son appui. Ce chemin de fer fait l'objet de plusieurs brevets entre 1852 et 1865. Le train est exposé par l'un de ses collaborateurs, M. Barre, après quelques transformations, sur l'esplanade des Invalides lors de l'exposition universelle de 1889. La ligne mesurait 165 mètres de longueur.
Louis-Dominique Girard est trouvé mort à Rueil-Malmaison après la fin du siège de Paris par l'armée prussienne en 1871, atteint par une balle dans des circonstances peu claires, alors qu'il rentre à Paris par un bateau faisant le service régulier sur la Seine.
Ayant toujours réinvesti ses gains dans de nouvelles recherches, sa disparition plonge sa famille dans la misère.

## Réalisations
- Louis-Dominique Girard et le canal de l'Ourcq.
- 1868 : Louis-Dominique Girard conçoit et réalise l'usine élévatoire de Villers-lès-Rigault, classée au titre des monuments historiques en 1992.